# Nuevo San Gerónimo
Nuevo San Gerónimo är en ort i Mexiko.   Den ligger i kommunen Frontera Comalapa och delstaten Chiapas, i den sydöstra delen av landet, 800 km sydost om huvudstaden Mexico City. Nuevo San Gerónimo ligger 696 meter över havet och antalet invånare är 172.
Terrängen runt Nuevo San Gerónimo är varierad. Runt Nuevo San Gerónimo är det ganska tätbefolkat, med 90 invånare per kvadratkilometer. Närmaste större samhälle är Doctor Rodulfo Figueroa, 10,9 km öster om Nuevo San Gerónimo. I omgivningarna runt Nuevo San Gerónimo växer huvudsakligen savannskog.